# D-74 122mmカノン砲
D-74 122mmカノン砲とは、第二次世界大戦後にソビエト連邦が開発した長射程カノン砲である。
D-74カノン砲はA-19 122mmカノン砲の後継として、1944年から開発が開始された。砲架はD-20 152mm榴弾砲と同一のものが使用されている。
1955年に量産が開始されたが、ソ連軍ではほぼ同時期に同一の任務を果たす目的で開発され、射程などの性能面で優れていたM-46 130mmカノン砲が軍団砲兵の主力とされた。D-74は広く使用されなかったが、現在のロシア連邦軍でも予備兵器としてモスボール保管されている。
D-74カノン砲は中華人民共和国でも60式122mm加農砲としてライセンス生産され、中国人民解放軍に配備すると共に外国への輸出も行われている。ソ連軍と比較して機械化の進んでいなかった中国人民解放軍では、59式130mm加農砲よりも2トン近く軽量な60式122mm加農砲は大いに重宝されたが、現在では中国でも予備兵器として保管されている。
海外では、エジプト（D-74と60式）、パキスタン（60式）、スリランカ（60式）、ジンバブエ（60式）、カンボジア（60式）で現役で使用されている。
実戦においては、ベトナム戦争、中ソ国境紛争、中印国境紛争、第二次印パ戦争、第三次中東戦争、第四次中東戦争、中越戦争、スリランカ内戦などで使用された。